# Klinička bolnica Dubrava
Klinička bolnica "Dubrava" bolnica je u Zagrebu, građevinski je druga najmodernija bolnica u državi i najmlađa klinička bolnica u kojoj se izvodi nastava za studente Medicinskog, Stomatološkog i Farmaceutsko-biokemijskog fakulteta i Zdravstvenog veleučilišta u Zagrebu, danas jedna od vodećih bolnica sveukupnog državnog značaja.
KB Dubrava smještena je u Svetošimunskoj dolini, na granici maksimirskog parka i Dubrave, bolnica ima površinu od 80.470 m2, stacionarni dio projektiranog kapaciteta 750 postelja, te prateće nemedicinske sadržaje.
Glavna zgrada bolnice orijentirana je u smjeru sjever-jug, ima sedam etaža od kojih se gornje četiri koriste za bolničke odjele. Dvije vertikale definirane stubištem i dizalima okupljaju internističke struke na jugu i kirurške na sjeveru. U djelokrugu kirurških i internističkih disciplina bolnički odjeli su organizirani kao jedinice s 24 postelje na načelu stupnjevite skrbi. Osim jedinica intenzivnog liječenja postoje i tipizirane bolesničke jedinice sa svrhom pružanja poluintenzivne i standardne bolesničke skrbi. Oprema bolesničkih soba, sanitarni prostori uz svaku od njih i prostorije za dnevni boravak omogućuju bolesnicima vrlo visoku razinu udobnosti smještaja.
U prizemlju je poliklinički dio za sve specijalističke struke, središnji medicinski blok s invazivnim i neinvazivnim dijagnostičkim laboratorijima, radiološkom dijagnostikom te dijagnostikom i terapijom iz djelokruga nuklearne medicine, te Odjel za hemodijalizu i operacijski blok s jedinicama intenzivnog liječenja. Uz glavnu zgradu su povezane dvije manje zgrade, u prvoj je smještena Poliklinika za sistematske preglede i Odjel za kliničku mikrobiologiju i bolničke infekcije,  a drugoj Nacionalni centar za psihotraumu.
Klinička bolnica "Dubrava" ima u funkciji 600 bolesničkih postelja u stacionarnom dijelu bolnice (prosječna iskorištenost postelja 85-90%), u kojima se godišnje liječi gotovo 18000 bolesnika, a u polikliničko-konzilijarnoj zdravstvenoj zaštiti pruži se više od 1.400.000 usluga za cca 280.000 bolesnika. Klinička bolnica Dubrava ima ključnu ulogu u sustavu sekundarne zdravstvene zaštite pučanstva Grada Zagreba, Zagrebačke županije i regije sjeveroistočnog dijela Hrvatske, a redovitim pružanjem visokodiferenciranih dijagnostičkih i terapijskih postupaka i bolesnicima iz drugih regionalnih centra u Hrvatskoj. Prema odredbama Statuta Kliničke bolnice "Dubrava", koji je dobio je suglasnost Vlade Republike Hrvatske u KB Dubrava se provodi vrhunska zdravstvena djelatnost, nastavni rad te znanstveno istraživački rad.

## Povijest bolnice
Premda je Klinička bolnica Dubrava građevinski dovršena i započela s radom u svibnju 1988. godine, njezina povijest je znatno duža i predstavlja kontinuitet rada prethodne Vojne bolnice koji možemo pratiti sve do 1782. godine kada je prvi puta formirana od tadašnjih garnizonskih bolnica. Tijekom više od 120 godina razvoj bolnice odvijao se u različitim povijesnim okolnostima.

## Borba protiv koronavirusa
U ožujku 2020. godine odlučeno je da KB Dubrava postaje respiratorni centar borbe protiv koronavirusa u Zagrebu.

## Vanjske poveznice
- Klinička bolnica Dubrava